# Lepechinia betonicifolia
Lepechinia betonicifolia là một loài thực vật có hoa trong họ Hoa môi. Loài này được (Lam.) Epling mô tả khoa học đầu tiên năm 1948.